# Dreaming of You (альбом)
Dreaming of You (с англ. — «Мечтаю о тебе») — пятый и последний студийный альбом американской певицы Селены, выпущенный посмертно 18 июля 1995 года в США на лейблах EMI Latin и EMI Records. В 1989 году Селена подписала контракт с компанией EMI Latin, после чего Хосе Бехар, руководитель фирмы, запросил для певицы запись кроссоверного альбома. Селена записала три песни на английском языке, однако лейбл отклонил запрос Бехара. В ноябре 1993 года, после победы на «Грэмми», Селена подписала контракт с лейблом SBK Records для подготовки англоязычной пластинки. В марте 1994 года певица выпустила диск Amor Prohibido; в декабре того же года она приступила к записи будущего альбома на английском языке, и к марту 1995 года было записано четыре песни. 31 марта 1995 года Селену застрелила Иоланда Сальдивар, подруга и бывший менеджер её бутиков, из-за конфликта, связанного с пропажей денег из фан-клуба и магазинов Селены.
В пластинку вошли композиции на английском и испанском языках, записанные в период с 1992 по 1995 год, а также некоторые неизданные треки. В музыкальном плане альбом представляет собой сочетание американской поп-музыки и латиноамериканской музыки; первая часть диска включает в себя R&B- и поп-баллады, а вторая — уже известные композиции Селены в стиле техано. Всего с пластинки было выпущено шесть синглов. Первые четыре, «I Could Fall in Love», «Tú Sólo Tú», «Techno Cumbia» и «Dreaming of You», попали в первую десятку американских хит-парадов. Заглавный трек закрепился на 22-й строчке в чарте Billboard Hot 100, благодаря чему стал самым успешным синглом Селены в этом хит-параде.
Dreaming of You получил положительные отзывы критиков и имел коммерческий успех. Пластинка стала первым испаноязычным альбомом, дебютировавшим на вершине американского хит-парада Billboard 200. В первый день релиза было продано 175 000 экземпляров диска, а в первую неделю — 331 000 экземпляров. Это был второй наиболее успешный дебют в чартах по итогам 1995 года. Dreaming of You признали лучшим альбомом года на церемонии награждения Tejano Music Awards и «Лучшим женским альбомом» на третьей ежегодной премии Billboard Latin Music Awards. Пластинка стала одним из десяти наиболее продаваемых дебютных альбомов и одним из самых быстро продающихся релизов 1995 года. С тех пор диск часто включают в списки лучших и значимых пластинок, выпущенных в эпоху рок-н-ролла, а также в рейтинги лучших посмертных альбомов. После успеха пластинки в хит-парадах, музыка техано стала частью мейнстрима. Музыкальные критики отмечали, что большая часть населения США узнала о техано и латиноамериканской музыке благодаря Dreaming Of You. Американская ассоциация звукозаписывающих компаний (RIAA) 59 раз присвоила альбому статус платинового, его продажи в США превысили 3 миллиона эквивалентных альбому единиц. Кроме того, пластинка получила золотую сертификацию в Канаде и Мексике. По состоянию на 2015 год, по всему миру продано свыше 5 миллионов экземпляров диска. По состоянию на 2020 год, Dreaming of You остаётся одним из самых продаваемых латиноамериканских альбомов всех времён.

## История создания
В 1960-х годах отец Селены, Авраам Кинтанилья-младший, стал одним из трёх вокалистов группы Los Dinos, состоящей из мексиканоамериканцев. Изначально в репертуар коллектива входили композиции на английском языке в стиле ду-вопа. Белых американцев оскорбляло, что мексиканоамериканцы исполняли «их музыку». После того, как толпа мексиканоамериканцев выгнала Los Dinos из ночного клуба за выступление с англоязычными песнями, музыканты решили исполнять музыку, связанную с их культурой. Благодаря композициям на испанском языке к группе вскоре пришёл успех. В 1970-х годах, после рождения дочери Селены, Кинтанилья-младший покинул коллектив. Заметив музыкальные способности Селены, Авраам собрал группу Selena y Los Dinos, в которую также вошли его сын Авраам III (Эйби) и дочь Сюзетт Кинтанилья. Несмотря на желание петь на английском языке, коллектив исполнял композиции в стиле техано, мужском испаноязычном жанре с немецким влиянием польки, джаза и кантри, который популяризировали мексиканцы, проживающие в США. Техасские заведения часто отказывали группе в выступлениях: причиной тому служил юный возраст музыкантов и тот факт, что в группе солировала женщина.
В 1989 году выступление Селены на церемонии награждения Tejano Music Awards увидел руководитель компании EMI Latin Хосе Бехар, который на тот момент искал новых латиноамериканских исполнителей, и решил подписать певицу на лейбл EMI Capitol. Глава Sony Music Latin, также наблюдавший за выступлением Селены, предложил Аврааму Кинтанилье-младшему вдвое больше гонорара Capitol. Кинтанилья-младший принял предложение EMI Latin: он хотел, чтобы Селена записала кроссоверный альбом, и чтобы его дети стали первыми музыкантами этого лейбла.
Прежде чем Селена начала работать над первой сольной пластинкой, Бехар и Стивен Финфер запросили для певицы запись кроссоверного альбома. Селена записала три песни на английском языке для Чарльза Коппельмана, председателя EMI Records. Запрос Бехара и Финфера, однако, отклонили: Селене объяснили, что ей необходимо иметь более широкую фан-базу для того, чтобы такой альбом хорошо продавался. В 2007 году Бехар рассказал в одном из интервью, что лейбл давал всем надежду на то, что Селена запишет альбом на английском языке, но по каким-то причинам этого не произошло. По словам Бехара, сотрудники EMI не «не верили, не думали, что это может произойти», и продолжали говорить отцу Селены, что для англоязычного дебюта было «неподходящее время».
В ноябре 1993 года, после победы на «Грэмми», Селена подписала контракт с лейблом SBK Records — подразделением EMI. Новость о том, что певица заключила договор с фирмой была на первой полосе журнала Billboard. В 1994 году, встретившись с Бехаром, певица выразила ему свою вину; ей приходилось рассказывать журналистам, что её англоязычный альбом выйдет в ближайшее время, хотя для этой пластинки не было записано ни одной песни. Чтобы повлиять на председателя лейбла, Бехар солгал ему, что Селена и её музыкальный коллектив покинут EMI и найдут новую фирму, готовую выпустить альбом на английском языке. Руководство прислушалось и вскоре началась работа над англоязычной пластинкой. По словам Селены, она очень волновалась, и немногие верили, что она добьётся успеха на поп-сцене.

## Запись
По словам Бетти Кортины из журнала People, Dreaming of You отделил Селену от её музыкального коллектива и утвердил как сольную исполнительницу «наиболее существенным для неё образом». Он также стал первым альбомом, спродюсированным не членами семьи Селены, поскольку те решили позволить певице поработать с профессиональными поп-продюсерами. В связи с тем, что брат Селены и её главный музыкальный продюсер Эйби Кинтанилья на тот момент работал над пластинкой, которая должна была выйти после Amor Prohibido (1994), возможности заняться англоязычным альбомом у него не было. Его попросили встретиться с несколькими продюсерами в Нью-Йорке и выбрать тех, чьи песни лучшего всего «вписывались бы в стиль Селены». В декабре 1994 года Эйби и Селена отправились в Нэшвилл для сотрудничества с автором Китом Томасом. К тому времени у Томаса был готов инструментал композиции «I Could Fall in Love»; вокальные партии, однако, записать он не успел, поэтому спел им песню живьём. Певице и её брату сразу же понравилась песня, и, по словам Эйби, Селена захотела включить её в будущий альбом. Композиция была записана в декабре 1994 года во Франклине (Теннеси); Селена должна была позже вернуться, чтобы Томас смог добавить в трек дополнительные вокальные партии. Работа над песней завершилась 24 марта 1995 года. В одном из интервью Кит Томас рассказывал, что работал с Селеной над ещё одним треком, который так и остался незавершённым.

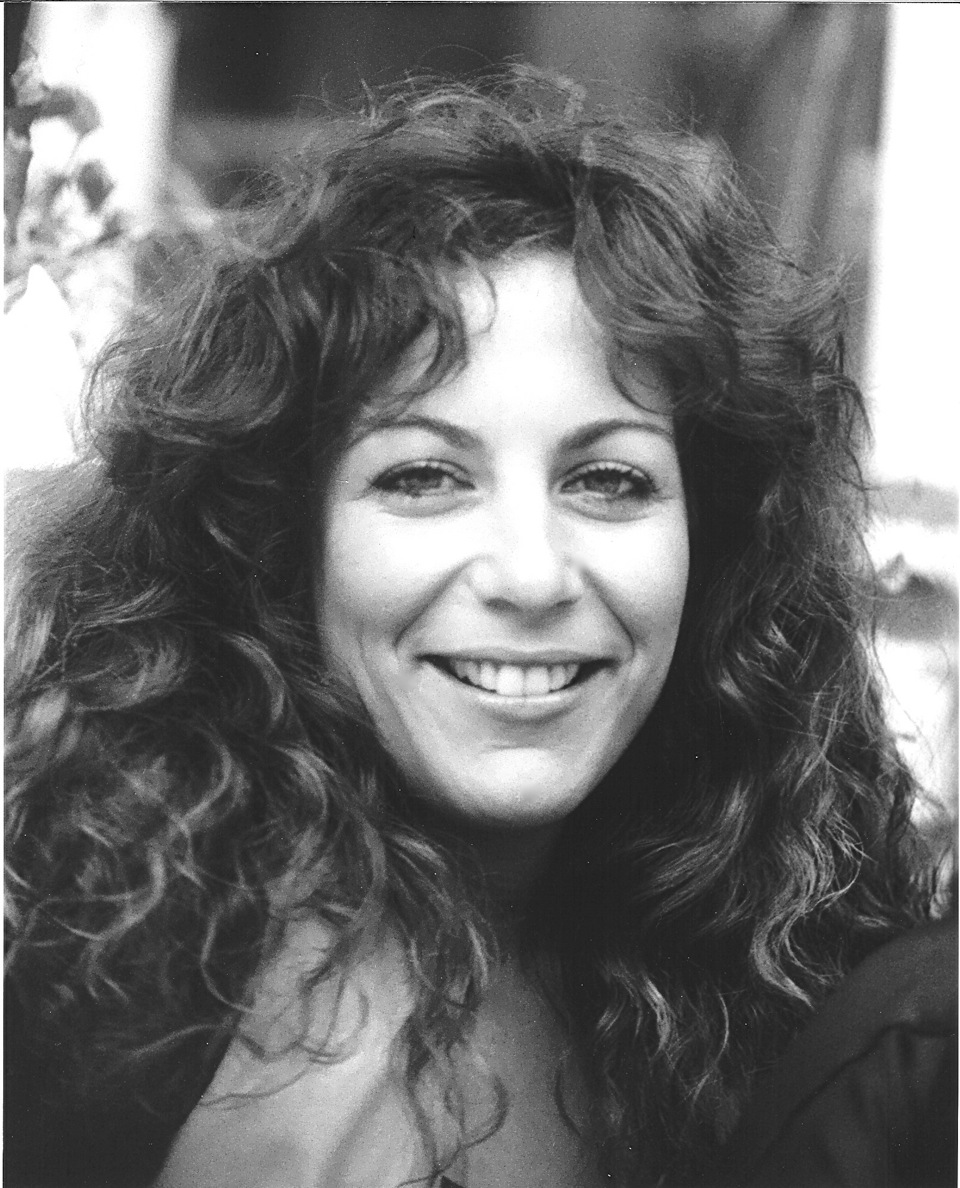
Американская певица и композитор Фрэн Голде написала в соавторстве с Томом Сноу композицию «Dreaming of You», единственную песню, которую лейбл EMI Records позволил Селене выбрать для альбома

Представители EMI Records позволили Селене выбрать песню, которую она хотела бы записать для будущего диска. Селена выбрала композицию «Dreaming of You», написанную Фрэн Голде и Томом Сноу для американской R&B-группы The Jets. Коллектив, однако, отказался от песни, и Голде вскоре передала её Селене. Прослушав демонстрационную запись, Эйби сообщил Селене, что трек ему не понравился, но Селена всё же решила его записать, поскольку ей пришёлся по вкусу текст и общий посыл композиции. Позже, в 2002 году в одном из интервью Эйби рассказал, что довольно «критично» относился к первой демоверсии этой песни, и вскоре поменял своё мнение о ней. Кинтанилья назвал её «одной из лучших, если не самой лучшей, песней с альбома».
Селена приступила к записи «Dreaming of You» 5 марта 1995 года на студии Q-Productions в Корпус-Кристи. На тот момент у певицы был бронхит, но отец попросил её «постараться» спеть, так как в тот день из Лос-Анджелеса прибыли несколько продюсеров, чтобы послушать песню. Им понравилось вокальное исполнение Селены и они решили взять за основу первый записанный вариант. Аранжировку для трека сделал американский продюсер Гай Рош, который также спродюсировал композицию «Captive Heart». После завершения записи, Селена хотела, чтобы её муж, Крис Перес послушал трек. Однако Перес не смог присутствовать на студии во время записи, поскольку отец Селены попросил его поработать с группой, которой он заинтересовался. В 2012 году в своей книге об отношениях с Селеной Перес выразил сожаление, что не смог тогда посетить репетицию.
Альбом должен был быть завершён к назначенному релизу в сентябре или октябре 1995 года. В пластинку должны были войти треки «Oh No (I’ll Never Fall in Love Again)» и «Are You Ready to Be Loved?»; в сентябре и октябре 2015 года репетиционные записи этих песен вышли онлайн на SelenaQRadio. Селена также записала композицию «God’s Child (Baila Conmigo)» в дуэте с Дэвидом Бирном, которая стала саундтреком к фильму «С унынием в лице» (1995). По словам Бирна, это последняя песня, которую Селена записала перед смертью 31 марта 1995 года. Впоследствии лейблы EMI Records и EMI Latin вложили 500 000 долларов США, чтобы завершить запись Dreaming of You.

## Музыка и тексты песен
Dreaming of You — пластинка в стиле американской поп-музыки и латиноамериканской музыки с влиянием техно, хип-хопа, поп-рока, танцевальной поп-музыки, мексиканской музыки, техано, R&B, диско и фламенко. Первая половина альбома включает в себя песни в стиле R&B и поп-баллады, а остальная часть диска наполнена латиноамериканскими композициями, которые характеризуют творчество певицы. Музыкальные обозреватели заметили сходство англоязычных треков Селены с работами Полы Абдул, Эми Грант, Селин Дион, Уитни Хьюстон, Мэрайи Кэри и Мадонны. В журнале Newsweek назвали английские песни Селены «смесью урбан-попа и латиноамериканской сердечности». Обозреватели назвали песни «I Could Fall in Love» и «Dreaming of You» «исповедальными балладами»; обе песни тематически схожи, поскольку в них поётся об отчаянии, разбитом сердце и страхе быть отвергнутым человеком, в которого влюблены лирические героини. В «Dreaming of You» также говорится о тоске и надежде. Ларри Флик из журнала Billboard отметил, что идеалистическая лирика «Dreaming of You» трогает до слёз, и что песня «не затеряется на радиостанциях AC».
В композиции «God’s Child (Baila Conmigo)» содержатся элементы румбы, фламенко, рока, R&B и средневосточной музыки. «Captive Heart» выдержана в стиле фанка 1980- годов; Ачи Обехас из Chicago Tribune отметила, что песня предназначалась для Contemporary hit radio. В композиции «I’m Getting Used to You» в стиле диско-хауса с элементами ча-ча-ча поётся о непрочных отношениях. Марио Тараделль из The Dallas Morning News отметил, что звучание треков «Captive Heart» и «I’m Getting Used to You» граничит с нью-джек-свингом, который популяризировали Мэри Джейн Блайдж и группа Jade. Специально для фильма «Дон Жуан де Марко», в котором Селена сыграла певицу мариачи, она записала песни «Tú Sólo Tú» (кавер на композицию Педро Инфанте) и «El Toro Relajo», однако в саундтрек они так и не вошли. По словам Кристофера Джона Фарли из журнала Time, продюсеры пожалели о своём решении не включать песни в саундтрек после смерти Селены. В своей книге «Women and Migration in the U.S.-Mexico Borderlands: A Reader» (2007) Дениз Сегура и Патрисия Завелла отметили, что обе композиции затрагивают тему неразделённой любви и записаны в стиле ранчеры.
Продюсеры EMI Records хотели включить в пластинку композиции «Missing My Baby» (из альбома Entre a Mi Mundo) и «Techno Cumbia» (сингл из альбома Amor Prohibido), поэтому попросили Эйби Кинтанилью встретиться с R&B-группой Full Force на Манхэттене. Участники коллектива сделали ремиксы на оба трека и записали бэк-вокал для «Missing My Baby». Кинтанилья-младший решил включить в Dreaming of You композиции «Como la Flor» (1992), «Amor Prohibido» (1994) и «Bidi Bidi Bom Bom» (1994). Он предложил переделать аранжировки трекам и слегка изменить их ритм. Эйби Кинтанилья назвал идею «замечательной», поскольку, по его словам, новые версии песен дали фанатам «что-то новое». В композиции «Como la Flor», которая считается «визитной карточкой» Селены, лирическая героиня выражает печаль из-за того что её возлюбленный бросил её ради другой, и желает ему «только самого лучшего». «Amor Prohibido» — песня на испанском языке в стиле танцевальной поп-музыки и техано-кумбии; многие музыкальные критики сравнивали песню с историей любви Ромео и Джульетты. В «Bidi Bidi Bom Bom» поётся о том, как сердце лирической героини трепещет всякий раз, когда мимо неё проходит её любимый человек. Специально для альбома группу Barrio Boyzz попросили записать двуязычную версию дуэта с Селеной «Donde Quiera Que Estés» (1994), получившую название «Wherever You Are».

## Синглы
26 июня 1995 года на американских радиостанциях состоялась премьера промосингла «I Could Fall in Love». В тот же день была представлена композиция «Tú Sólo Tú». «I Could Fall in Love» достигла восьмой строчки в американском хит-параде Billboard Hot 100 Airplay и возглавила чарт Latin Pop Songs. «Tú Sólo Tú» и «I Could Fall in Love» пять недель подряд занимали первую и вторую позиции соответственно в хит-параде Hot Latin Tracks. Таким образом, Селена стала первой исполнительницей, чьи обе песни на английском и испанском языках находились в первой десятке этого чарта. «I Could Fall in Love» стала пятой наиболее успешной композицией в Hot Latin Tracks по итогам 1995 года, и оставалась самой успешной англоязычной песней в чарте на протяжении двух лет, пока сингл Селин Дион «My Heart Will Go On» не сместил её с первой строчки. По мнению Фреда Бронсона из журнала Billboard, если бы лейбл EMI Latin выпустил «I Could Fall in Love» в качестве официального сингла, то она могла бы стать первым посмертным синглом после композиции Джонни Эйса «Pledging My Love», которому удалось попасть в первую сороковку хит-парада Billboard Hot 100. «Tú Sólo Tú» провела десять недель на первой строчке Hot Latin Tracks — дольше всех остальных синглов Селены. Вместе с «Tú Sólo Tú» и другими песнями, выпущенными с 1992 по 1995-й год, синглы Селены в общей сложности находились 44 недели на вершине хит-парада.
14 августа 1995 года вышел ведущий сингл пластинки «Dreaming of You», би-сайдами к которому послужили ремикс на заглавную песню и радиоверсия трека «Techno Cumbia». Композиция дебютировала под двадцать вторым номером в американском хит-параде Billboard Hot 100, в первую неделю было продано 25 000 экземпляров; по состоянию на 2010 год цифровые продажи сингла составляют 254 000 экземпляров. «Dreaming of You» стал самым продаваемым синглом Селены; композиция заняла 88-ю строчку в рейтинге 100 самых продаваемых синглов всех времён по версии журнала Billboard и Nielsen SoundScan. В Los Angeles Times песню поместили на пятое место в списке десяти лучших синглов 1995 года. «Techno Cumbia» закрепилась на четвёртой строчке в хит-парадах Hot Latin Tracks и Regional Mexican Songs. 2 декабря 1995 года композиция «El Toro Relajo» дебютировала под двадцать четвёртым номером в Hot Latin Tracks. 2 марта 1996 года вышел второй коммерческий сингл с пластинки «I’m Getting Used to You». Песня дебютировала и закрепилась на седьмой строчке в американском чарте Billboard Bubbling Under Hot 100 Singles и возглавила хит-парад Billboard Dance/Electronic Singles Sales. В июне 1996 года трек занял 23-ю позицию в чарте Billboard Adult Contemporary Tracks. По результатам опроса, проведённым обозревателями журнала Billboard, ремикс на песню «I’m Getting Used to You» вошёл в десятку лучших синглов 1996 года.
«I Could Fall in Love», «Dreaming of You» и «I’m Getting Used to You» были менее успешны за пределами США и Канады. В начале ноября 1996 года «I Could Fall in Love» возглавила канадский хит-парад RPM Adult Contemporary Song и закрепилась на двадцать пятой строчке в сотне лучших синглов этого чарта. Это единственная композиция Селены, которая попала в новозеландский хит-парад, где заняла десятое место. В 1996 году «Dreaming of You» закрепилась на седьмой строчке в хит-параде RPM Adult Contemporary Song и на тридцатой в сотне лучших синглов чарта. В июне того же года «I’m Getting Used to You» дебютировала под девяносто шестым номером в сотне лучших синглов RPM, и стала третьим синглом Селены, попавшим в канадский хит-парад. Спустя пять недель, песня добралась до 65-й строчки, а позже опустилась на 93-ю и вскоре покинула чарт. В общей сложности композиция провела в хит-параде девять недель.

## Реакция критиков
| Оценки критиков                 | Оценки критиков |
| Источник                        | Оценка          |
| ------------------------------- | --------------- |
| AllMusic                        | [ 33 ]          |
| Chicago Tribune                 | [ 31 ]          |
| "Encyclopedia of Popular Music" | [ 82 ]          |
| Entertainment Weekly            | B               |
| Los Angeles Times               | [ 83 ]          |
| New York Daily News             | [ 84 ]          |
| Rolling Stone                   | [ 85 ]          |

Dreaming of You получил преимущественно положительные отзывы музыкальных критиков. Стивен Томас Эрлевайн с сайта AllMusic отметил, что Dreaming of You стал первой пластинкой певицы, которую услышала большая часть населения США, поскольку смерть певицы привлекла внимание американских слушателей к альбому. По мнению Эрлевайна, будучи не самой лучшей работой певицы, альбом вышел вполне удачным и благодаря ему стало ясно, почему исполнительницу так любили поклонники музыки техано. Критик также отметил, что английские треки Селены не сильно отличаются от её испаноязычных композиций. В заключение рецензент добавил, что Dreaming of You был бы более сильным альбомом, если бы певица была жива, и назвал его «мощным и душещипательным доказательством её талантов». Джон Ланнерт из журнала Billboard высказал мнение, что коммерческий успех пластинки «вряд ли был случайным». Обозреватель журнала Vibe Эд Моралес назвал альбом совокупностью песен Селены в стиле кумбии, её техасско-мексиканского «совершенства» и «выразительного проблеска» на творческий путь, который певица могла бы пройти, если бы была жива. Дэвид Браун из Entertainment Weekly отозвался о пластинке как «об одном из посмертных альбомов, подготовленных на скорую руку». По мнению критика, продюсеры, которые работали с Селеной над альбомом, навязали ей «песни в духе поздравительных открыток и лайт-версии треков Полы Абдул, лишив национального колорита». Рецензент также отметил, что в испаноязычных композициях, которые занимают вторую половину диска, Селена выражает «пылкость и страсть», чего нет в её английских песнях.
Ачи Обехас из Chicago Tribune отметила, что Dreaming of You — это «пластинка о прошлом Селены и о том, что могло бы быть». Журналистка назвала альбом «полным обещаний и недостатков» и «двуязычным по необходимости, а не по замыслу», и посчитала, что диск не является «ни шедевром, ни доказательством талантов Селены». Обехас указала на многообразие стилей на пластинке, высоко оценила «богатый» и «сильный» голос певицы и её «абсолютную лёгкость в R&B-треках». Энрике Лопетег из Los Angeles Times назвал Dreaming of You «самым разноплановым и удовлетворительным альбомом» и «подходящей эпитафией для суперзвезды техано-кумбии». По мнению обозревателя, несмотря на то, что пластинка построена на «радиодружественных поп-треках», ей не хватает целостности, однако двуязычный альбом, по словам критика, «даже интереснее, чем изначальная задумка». Лопетег отметил, что с агрессивностью, которая прежде редко проявлялась, Селена в своих англоязычных треках «преображается в полноценную соул-певицу». Наиболее впечатляющими песнями рецензент назвал испаноязычные композиции «Tú Sólo Tú» и «El Toro Relajo», и высоко оценил то, как певица «без особых усилий приспособилась к сложному стилю, с которым не очень хорошо была знакома».
Мэри Тальбот из New York Daily News высказала мнение, что Dreaming of You «демонстрирует прошлое Селены и даёт представление о том, каким могло бы быть её будущее». Журналистка назвала пластинку «коллекцией разрозненных заметок и снимков», которые из-за смерти певицы «не рассказывают полноценную или целостную историю». Тальбот назвала новые песни «сильными, стандартными поп-номерами», которые найдут отклик у тех любителей композиций Селены в стиле техано, однако, по словам рецензентки, новых треков недостаточно для того чтобы оценить насколько Селена сильна как англоязычный исполнитель. Обозреватель также отметила, что сильной стороной Селены было умение сочетать традиционную мексиканскую и современную американскую поп-музыку, но в этих песнях оно отсутствует. В заключение рецензии Тальбот назвала Dreaming of You «искромётной поп-музыкой поколения Селены». Марио Тарраделль из The Dallas Morning News посчитал, что альбом «не доставляет удовольствия», и что Селена здесь звучит как «одна из многих типичных исполнительниц с поп-радиостанций». По мнению критика, английским песням не хватает «жизнерадостности и искромётности», присущим её композициям в стиле техано, и, по его словам, эти треки представляют собой «подражание Эми Грант и Поле Абдул». В завершение рецензии журналист отметил, что Dreaming of You может сделать Селену поп-звездой, но альбомы Amor Prohibido и Selena Live! «будут поддерживать её наследие как королевы техано». Питер Вэйтроуз из The New York Times высказал мнение, что англоязычные песни Селены значительно уступают её композициям на испанском. По словам рецензента, «музыка — безликая коммерция», и то что Селена «так хорошо» исполнила эти треки говорит о том, что «у неё были хорошие шансы на успех, записывая она роскошные баллады в безымянном поп-стиле, который придумал Дисней».

### Награды и рейтинги
В 2014 году телеканал BET поместил Dreaming of You на третье место в рейтинге 25 лучших посмертных альбомов всех времён, назвав пластинку «душераздирающим доказательством молодого таланта, который находится в двух шагах от статуса суперзвезды». Журнал Vibe поставил диск на вторую строчку в своём списке 10 лучших посмертных альбомов. В 1996 году на премии Tejano Music Awards Dreaming of You был признан лучшим альбомом года. В том же году на третьей ежегодной премии Billboard Latin Music Awards пластинка одержала победу в номинации «Лучший женский альбом года».

## Релиз и коммерческий успех
10 июня 1995 года стало известно, что Dreaming of You выйдет в США 18 июля того же года. Релиз пластинки в странах Европы и Азии был перенесён, поскольку лейбл EMI Records опасался, что внимание к ней привлечёт смерть певицы, а не музыка. 5 августа вице-президент EMI Records Адам Секстон подтвердил, что 14 августа диск выйдет в Германии, а в сентябре — в остальной части Европы. Релиз в странах Азии был назначен на октябрь. За несколько часов до открытия магазинов поклонники певицы начали выстраиваться в очередь, чтобы приобрести пластинку; в течение суток было продано 75 % всех доступных экземпляров альбома. Изначально в прессе диску прогнозировали продажи в 400 000 экземпляров, однако в первую неделю было продано 331 000 экземпляров; Dreaming of You стал первым альбомом испаноязычного артиста, который дебютировал на вершине американского хит-парада Billboard 200; это был второй наиболее успешный старт в чарте по итогам 1995 года после альбома Майкла Джексона HIStory. По оценкам EMI Records реальные показатели продаж составили 400 000 экземпляров, поскольку диск хорошо продавался в небольших магазинах, которые не отслеживаются Nielsen SoundScan. Пластинка также закрепилась на первых строчках таких хит-парадов Billboard, как Top Latin Albums и Latin Pop Albums.
На второй неделе в чарте Billboard 200 альбом опустился на третье место и находился там две недели подряд. Продажи диска продолжали снижаться, и на четвёртой неделе он опустился на шестую строчку. На пятой неделе Dreaming of You занимал в чарте восьмую позицию. Начиная с шестой недели, альбом продолжал оставаться в первой двадцатке Billboard 200. В конце октября 1995 года продажи Dreaming of You возросли на 18 % по сравнению с предыдущими неделями. Этому предшествовал широко освещаемый в СМИ судебный процесс об убийстве Селены. В общей сложности диск провёл в чарте 44 недели подряд, покинув его 1 июня 1996 года под 181-м номером. Пластинка продержалась на вершине хит-парада Top Latin Albums 42 недели подряд, пока 25 мая 1996 года её не сместил дебютный альбом Энрике Иглесиаса. По итогам 1995 и 1996 года журнал Billboard назвал Dreaming of You самым продаваемым латиноамериканским и латиноамериканским поп-альбомом.
В итоговом чарте Billboard 200 за 1995 год Dreaming of You закрепился на 42-й позиции, а в аналогичном хит-параде за 1996 год — на 123-й. Спустя два года после смерти Селены Dreaming of You и Siempre Selena (1996) заняли третью и четвёртую строчки соответственно в Top Latin Albums. В период с 1997 по 1999 год было продано 420 500 экземпляров диска. Благодаря биографическому фильму о Селене, вышедшему на экраны в 1997 году, продажи Dreaming of You в том же году возросли на 65 %; всего за 1997 год было продано 190 000 экземпляров альбома. Dreaming of You разошёлся тиражом в полмиллиона экземпляров в штате Техас. К декабрю 1995 года продажи диска в США достигли двух миллионов экземпляров и Американская ассоциация звукозаписывающих компаний (RIAA) дважды присвоила ему платиновый статус. Спустя десять месяцев после релиза альбом был близок к трижды платиновой сертификации. В ноябре 2017 года в США было продано 3,54 миллиона альбомных единиц Dreaming of You, за что ему 59 раз был присвоен платиновый статус. Согласно Nielsen SoundScan, по состоянию на 2017 год продажи диска в США составляют более трёх миллионов миллионов экземпляров, что делает его самым продаваемым латиноамериканским альбомом в стране за всё время. По состоянию на 2015 год мировые продажи альбома превышают пять миллионов экземпляров. Процент выручки от продаж диска был пожертвован в Фонд поощрительных стипендий Селены.

### За пределами США
4 сентября 1995 года Dreaming of You дебютировал под 59-м номером в канадском хит-параде RPM Top 100 Albums. На следующей неделе диск поднялся до 50-й строчки. На девятой неделе, 30 октября 1995 года, пластинка закрепилась на 17-м месте. Проведя двадцать девять недель в хит-параде, 25 марта 1996 года Dreaming of You занял 97-ю позицию, после чего покинул чарт. Альбому в итоге присвоили золотой статус в Канаде, его продажи в этой стране достигли 50 000 экземпляров. В первую неделю релиза представители лейбла EMI отправили в музыкальные магазины Мексики 140 000 экземпляров пластинки и вскоре получили повторные заказы из Монтеррея, Гвадалахары и Тихуаны.

## Культурное наследие
Dreaming of You стал первым испаноязычным альбомом и первым релизом EMI Latin, дебютировавшим на вершине хит-парада Billboard 200. Пластинка также сделала Селену третьей исполнительницей после Дженис Джоплин и Джима Кроче, чей посмертный альбом стартовал с первой строчки этого чарта. В первый день релиза было продано 175 000 экземпляров диска, что позволило ему стать одним из самых быстро продающихся женских альбомов в истории поп-музыки. По словам Джона Ланнерта, обозревателя журнала Billboard, Dreaming of You является одним из десяти самых продаваемых дебютных альбомов и, в частности, самым продаваемым дебютным женским альбомом. Он помог стать Селене одной из самых коммерчески успешных исполнительниц в музыкальной индустрии, и с тех пор его часто включают в списки лучших и значимых пластинок, выпущенных в эпоху рок-н-ролла. После того, как Dreaming of You попал в хит-парад Billboard 200, Селена стала первой исполнительницей, чьи пять альбомов одновременно находились в этом чарте. Майкл Хитли включил пластинку в свой список лучших альбомов под названием Where Were You When the Music Played?: 120 Unforgettable Moments in Music History (2008). Музыковед Говард Джей Блюменталь высказал мнение, что диск «сделал бы Селену большой рок-звездой», и внёс его в свою книгу «The World Music CD Listener’s Guide» (1997).
Согласно журналу Billboard, диск покупали в основном латиноамериканцы, что «демонстрирует покупательскую силу испаноязычных потребителей музыкальной продукции». В выпуске Billboard от 2 декабря 1995 года лейбл EMI Records сообщил, что будучи самым продаваемым альбомом в Северной Америке, Dreaming of You принёс компании самые высокие продажи за первую половину 1995 года. После успеха пластинки в хит-парадах, музыка техано стала частью мейнстрима. Музыкальные критики отмечали, что большая часть населения США узнала о техано и латиноамериканской музыке благодаря Dreaming Of You. После выпуска альбома, из-за смерти певицы, популярность техано сильно упала, поскольку на американских радиостанциях и в коммерции доминировала латиноамериканская поп-музыка. В марте 2015 года Совет гуманитарных наук и искусств Чикано в Денвере, штат Колорадо, представил выставку под названием «Dreaming of You: The Selena Art Show», на которой были представлены работы художников чикано, отдавших дань уважения певице.

## Список композиций
| №                   | Название                                                               | Автор(ы)                                | Продюсер (-ы)                                          | Длительность |
| ------------------- | ---------------------------------------------------------------------- | --------------------------------------- | ------------------------------------------------------ | ------------ |
| 1.                  | «I Could Fall in Love»                                                 | Кит Томас                               | Томас                                                  | 4:42         |
| 2.                  | «Captive Heart»                                                        | Марк Голденберг, Кит Хайн               | Гай Рош                                                | 4:24         |
| 3.                  | «I'm Getting Used to You»                                              | Дайан Уоррен                            | Ретт Лоуренс                                           | 4:03         |
| 4.                  | «God's Child (Baila Conmigo)» (совместно с Дэвидом Бирном)             | Селена Кинтанилья, Дэвид Бирн           | Бирн, Арто Линдси, Сьюзан Роджерс                      | 4:16         |
| 5.                  | «Dreaming of You»                                                      | Фрэн Голд, Том Сноу                     | Рош                                                    | 5:15         |
| 6.                  | «Missing My Baby»                                                      | Эйби Кинтанилья                         | Эйби, Full Force                                       | 4:13         |
| 7.                  | «Amor Prohibido» (Remix)                                               | Селена, Эйби, Пит Астудильо             | Эйби, Хорхе Альберто Пино, Бебу Сильветти, Грег Викерс | 2:56         |
| 8.                  | «Wherever You Are (Donde Quiera Que Estés)» (совместно с Barrio Boyzz) | KC Porter, Мигель Флорес, Дезмонд Чайлд | Эйби, Доминго, Сильветти                               | 4:29         |
| 9.                  | «Techno Cumbia» (Remix)                                                | Эйби, Астудильо, Рикки Вела             | Эйби, Брайан «Red» Мур, Full Force                     | 4:45         |
| 10.                 | «El Toro Relajo»                                                       | Фелипе Бермехо                          | Хосе Эрнандес                                          | 2:20         |
| 11.                 | «Como la Flor» (Remix)                                                 | Селена, Эйби, Вела, Астудильо           | Эйби                                                   | 3:05         |
| 12.                 | «Tú Sólo Tú»                                                           | Фелипе Вальдес Леаль                    | Эрнандес                                               | 3:13         |
| 13.                 | «Bidi Bidi Bom Bom» (Remix)                                            | Селена, Астудильо                       | Эйби, Сильветти                                        | 3:42         |
| Общая длительность: | Общая длительность:                                                    | Общая длительность:                     | Общая длительность:                                    | 51:23        |

| №   | Название   | Автор(ы)                                                            | Продюсер (-ы) | Длительность |
| --- | ---------- | ------------------------------------------------------------------- | ------------- | ------------ |
| 14. | «Sukiyaki» | Рокусукэ Эй, Хатидай Накамура, Авраам Кинтанилья-младший, Астудильо | Эйби          | 3:11         |

| №   | Название                                                                                | Автор(ы)         | Длительность |
| --- | --------------------------------------------------------------------------------------- | ---------------- | ------------ |
| 14. | «Spoken Liner Notes» (Декламация членов семьи, друзей и музыкального коллектива Селены) | Брайан «Red» Мур | 17:34        |
| 15. | «Dreaming of You» (видеоклип)                                                           | Голд, Сноу       | 5:24         |

## Участники записи
Информация адаптирована из буклета альбома Dreaming of You.

| Вокал - Селена Кинтанилья-Перес — основной вокал, бък-вокал, композитор - Трей Лоренц — бэк-вокал - Дэвид Бирн — вокал, гитара, фисгармония, перкуссия, автор, композитор - Barrio Boyzz — вокал и скэт в треке «Wherever You Are» - Full Force — бэк-вокал, ремикс и аранжировка, клавишные, программирование ударных - Mariachi Sol de Mexico — бэк-вокал - Донна Де Лори — бэк-вокал - Пит Астудильо — бубен, бэк-вокал, композитор Инструментал - Марк Антуан — гитара - Данн Хафф — гитара - Нил Штубенхаус — бас-гитара - Art Meza — перкуссия - Луис Конте — перкуссия - Джерри Хей — горн - Дэн Хиггинс — горн - Гарри Грант — горн - Билл Райхенбах-младший — горн - Пол Соколов — бас-гитара - Тодд Туркишер — ударные - Валери Наранхо — маримба - Рикки Вела — клавишные, программирование ударных - Джо Охеда — клавишные - Крис Перес — гитара - Сюзетт Кинтанилья Арриага — ударные - Ник Морочь — гитара Продюсеры - Кит Томас — продюсирование - Кит Хайн — композитор - Том Сноу — композитор - Фрэн Голд — композитор - Марк Голденберг — композитор - Дайан Уоррен — композитор - KC Porter — композитор, звукорежиссёр - Фелипе Вальдес Леаль — композитор - Гай Рош — продюсирование, клавишные, синтезатор - Натаниэль «Мик» Гузауски — микширование - Марио Лукси — звукорежиссёр - Брайан «Red» Мур — звукорежиссёр, микширование, запись - Моана Сушар — звукорежиссёр, ассистент звукорежиссёра - Ретт Лоуренс — продюсирование, аранжировки, клавишные, ударные, программирование - Эйби Кинтанилья III — продюсирование, аранжировки, бас-гитара - Хосе Эрнандес — продюсирование, аранжировки - Рокусукэ Эй — композитор - Хатидай Накамура — композитор | A&R - Delphine — программирование партий синтезатора - Джейк Ли — A&R-менеджер Звукорежиссура - Авраам Кинтанилья-младший — менеджмент - Дэн Гарсия — звукорежиссёр - Брюс Робб — звукорежиссёр - Арто Линдсей — продюсирование - Сьюзан Роджерс — продюсирование, звукорежиссура - Курт Лундвалль — ассистент звукорежиссёра - Тим Конклин — звукорежиссёр - Перри Тембелис — ассистент звукорежиссёра Микширование - Майкл Брауэр — микширование - Джерри Э. Браун — ремикшер - Билл Молина — цифровой монтаж - Тони Пелузо — микширование - Майк Ааволд — микширование Художественное оформление - Нэнси Бреннан — иллюстрации, концепция - Хосе Бехар — арт-директор - Барби Инсуа — арт-директор - Марго Чейз — дизайн упаковки - Брайан Хант — дизайн упаковки - Маруси Ринальди — фотографирование - Чарльз Коппельман — председатель EMI Records - Маноло Гонсалес — сотрудник EMI Latin - Марио Руис — сотрудник EMI Latin - Давитт Сигерсон — сотрудник EMI Records - Джон Ланнерт — биография |

## Позиции в чартах
| Чарт (1995)            | Высшая позиция |
| ---------------------- | -------------- |
| Канада                 | 17             |
| США                    | 1              |
| США (Top Latin Albums) | 1              |
| США (Latin Pop Albums) | 1              |

| Чарт (1996)            | Высшая позиция |
| ---------------------- | -------------- |
| Канада                 | 70             |
| США                    | 53             |
| США (Top Latin Albums) | 1              |
| США (Latin Pop Albums) | 1              |

| Чарт (1997)            | Высшая позиция |
| ---------------------- | -------------- |
| США                    | 136            |
| США (Top Latin Albums) | 1              |
| США (Latin Pop Albums) | 1              |

| Чарт (1995)            | Высшая позиция |
| ---------------------- | -------------- |
| США                    | 42             |
| США (Top Latin Albums) | 1              |
| США (Latin Pop Albums) | 1              |

| Чарт (1996)            | Высшая позиция |
| ---------------------- | -------------- |
| США                    | 42             |
| США (Top Latin Albums) | 1              |
| США (Latin Pop Albums) | 1              |

| Чарт (1997)                    | Высшая позиция |
| ------------------------------ | -------------- |
| США (Top Latin Albums)         | 7              |
| США (Latin Pop Albums)         | 5              |
| США (Top Latin Catalog Albums) | 3              |

| Чарт (1998)                    | Высшая позиция |
| ------------------------------ | -------------- |
| США (Top Latin Catalog Albums) | 1              |

| Чарт (1999)                    | Высшая позиция |
| ------------------------------ | -------------- |
| США (Top Latin Catalog Albums) | 1              |

| Страна            | Сертификат     | Продажи   |
| ----------------- | -------------- | --------- |
| Канада            | Золотой        | 50 000    |
| Мексика           | Золотой        | 180 000   |
| США               | 59x Платиновый | 3 000 000 |
| Суммарные продажи |                |           |
| Мир               | —              | 5 000 000 |

## Комментарии
1. ↑  Несмотря на то что большая часть песен Dreaming of You записана на испанском, он считается первым англоязычным альбомом Селены[1].
2. 1 2 3  для латиноамериканских релизов.